# Batalla de Ueno
La Batalla de Ueno (上野戦争, Ueno Sensō?) fue una batalla de la guerra Boshin acontecida el 4 de julio de 1868 entre las tropas del Shōgitai, mandadas por Amano Hachirō, y las fuerzas pro-imperiales.

## Preludio
Cuando el ejército del shogunato fue derrotado por las fuerzas imperiales en la batalla de Toba-Fushimi (1868), Tokugawa Yoshinobu huyó del castillo de Osaka y se refugió en el templo de Kan'ei-ji en Ueno (el templo familiar de la familia Tokugawa). Mientras el ejército imperial se dirigía a Edo, dentro de las fuerzas del shogunato se enfrentaban dos posturas opuestas, la defendida por la facción de Oguri Tadamasa, que pretendía continuar con la guerra, y la de Enomoto Takeaki.

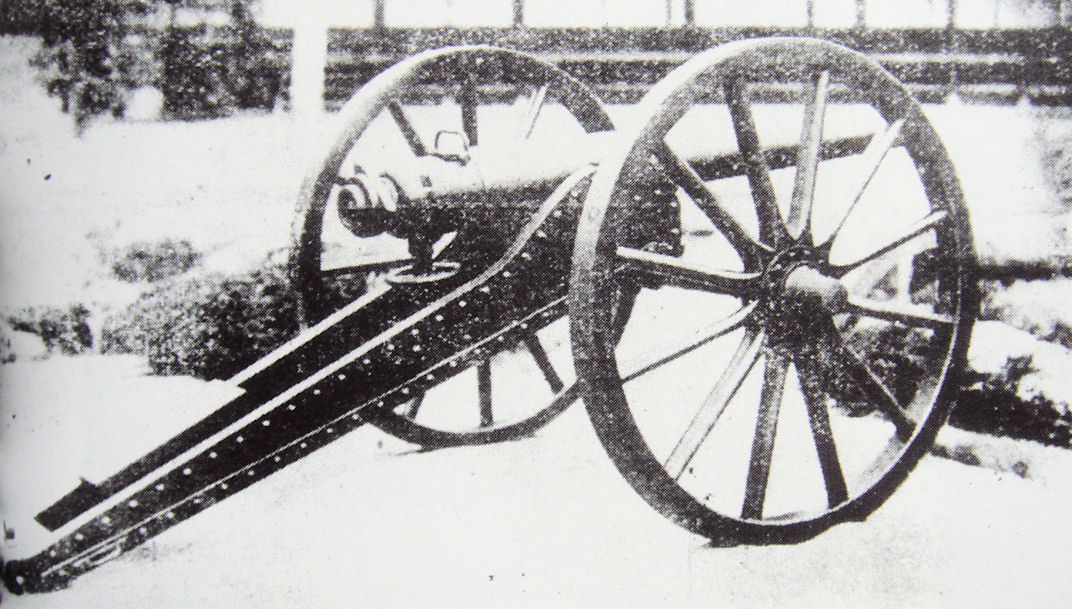
Cañón Armstrong utilizado por las tropas del dominio de Saga en la batalla de Ueno contra el Shōgitai.

El 5 de abril de 1868, tuvieron lugar negociaciones entre Saigō Takamori, del dominio de Satsuma y Katsu Kaishū, el comandante en jefe del ejército del shogunato. En ellas se acordó que Tokugawa Yoshinobu sería puesto bajo arresto domiciliario y que, para evitar derramamiento de sangre, el castillo de Edo capitularía sin ofrecer resistencia el 3 de mayo.
Shibusawa Seiichirō, un vasallo del clan Hitotsubashi (de la facción belicista), junto con Amano Hachirō y otros formaron el Shōgitai en febrero de 1868. En un principio tuvieron su cuartel general en Hongan-ji, pero más tarde se trasladaron a Ueno. El Shōgitai fue oficialmente reconocido por el shogunato y se le asignó la misión de mantener la paz y proteger Edo. El Shōgitai se unió a los restos del Shinsengumi y se reunieron en Kan'ei-ji (Ueno) para apoyar al príncipe imperial Rinnōji no Miya Yoshihisa, que era el abad de dicho templo, con la intención de convertirlo en el líder de la resistencia Tokugawa entronizándolo con el nombre de "Emperador Tōbu".

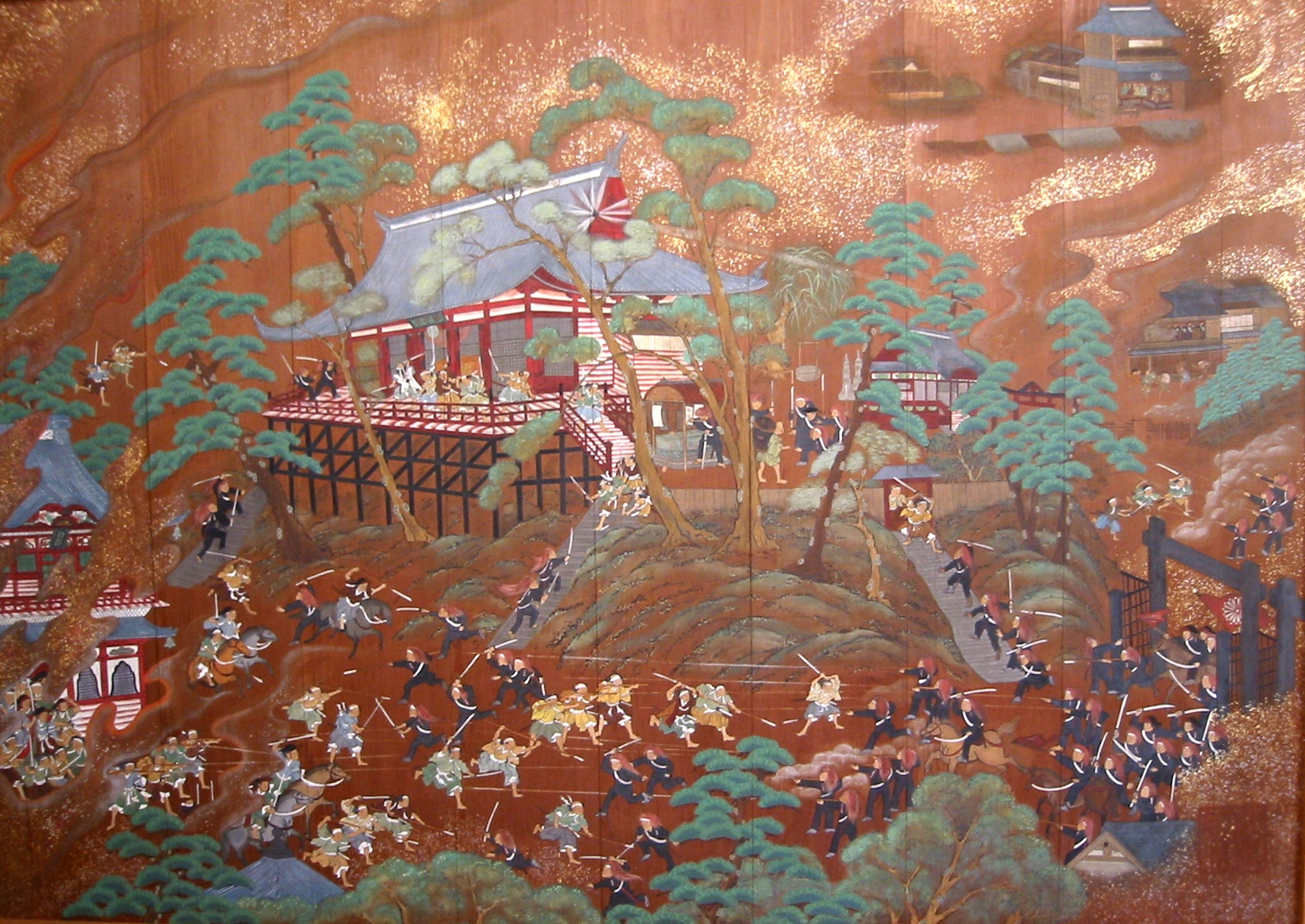
Representación de la batalla de Ueno en el templo Kan'ei-ji.

## Batalla
Oomura Masujirō, el jefe las fuerzas imperiales, junto con Kaeda Nobuyoshi, era partidario de controlar a la facción pacifista y acabar con los elementos armados. Para evitar la retirada del Shōgitai planeó desplegar tropas en diversos lugares y limitar el acceso de las carreteras de Kandagawa, Sumidagawa, Nakasendō y Nikkō, dejando bloqueado así el acceso a Ueno. Oomura dejaría el distrito de Negishi como ruta de escape al enemigo. En el siguiente consejo de guerra, Saigō Takamori aprobó la estrategia de Oomura, pero observando el despliegue de las fuerzas de Satsuma, preguntó a Oomura si (refiriéndose a sus tropas) tenía en mente una matanza, a lo que Oomura respondió "efectivamente".

El nuevo gobierno declaró la guerra el 4 de julio y, hacia las 7 de la mañana, ambos bandos se enfrentaron en Kuromonguchi (la "puerta negra" cerca de Hirokōji), la puerta de Dangozaka y la trasera de Yanaka. La batalla tuvo lugar bajo una intensa lluvia y el nivel del río Aizome empezó a subir. Las fuerzas gubernamentales, inexpertas en el manejo de los nuevos fusiles Snider se mostraron desconcertadas en un principio, pero empezaron a bombardear al enemigo con cañones Armstrong y cañones de montaña franceses desde la residencia del clan Kaga (hoy día en el campus de la universidad de Tokio) y el lago de Shinobazu con un efecto devastador.

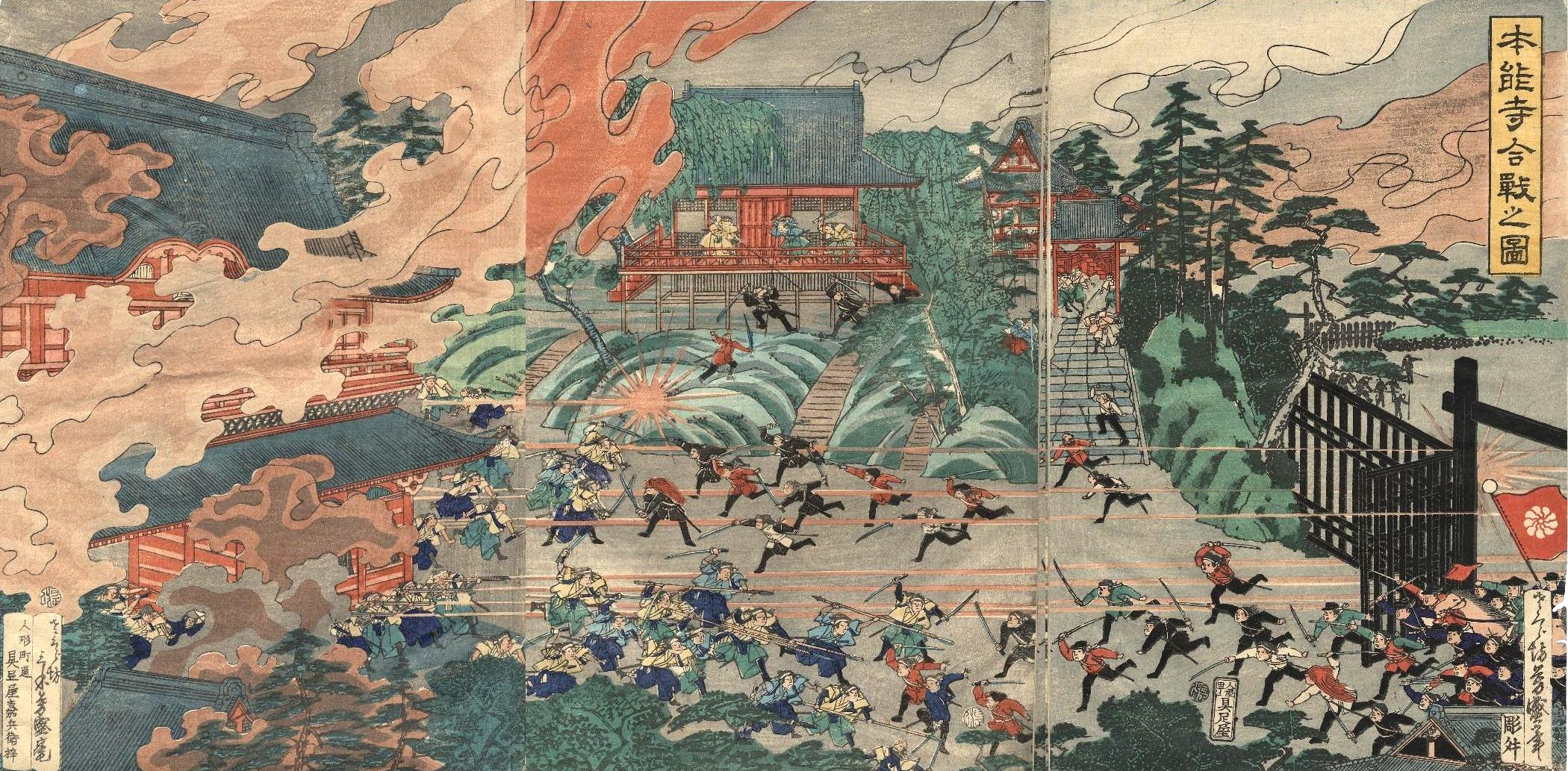
La ilustración titulada "El ataque de Honnō-ji". En realidad representa el ataque al templo Kan'ei-ji. Las tropas del Shōgitai, vestidas al estilo samurái, están a la izquierda, mientras que las imperiales, con uniformes de estilo occidental, están a la derecha.

El Shōgitai estableció su cuartel general en las cercanías del santuario de Tōshō-gū, en Sannōdai (cerca de donde hoy se encuentra la estatua de Saigō Takamori). La ofensiva dirigida por Saigō Takamori desde Kuromonguchi fracasó en romper las defensas del Shōgitai, que les superaban en número, y sufrieron muchas bajas, pero las fuerzas gubernamentales de Chōsu, atacando desde Dangozaka, lograron romper sus defensas y forzaron al  Shōgitai a retirarse a su cuartel general. A pesar de oponer una dura resistencia, hacia las 5 de la tarde el Shōgitai había sido casi exterminado y, como había previsto Oomura, los supervivientes se retiraron en dirección al distrito de Negishi.

## Consecuencias

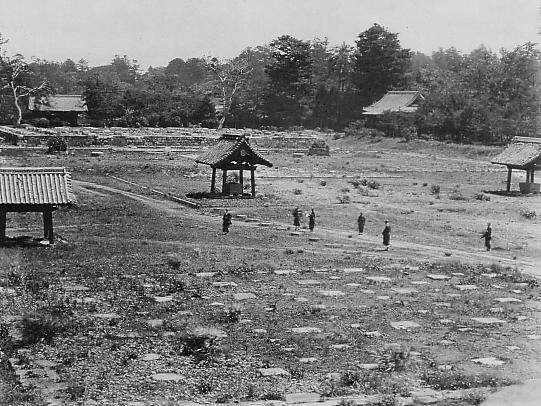
Devastación en Ueno después de la batalla. Fotografía de 1868.

Las tropas del nuevo gobierno tomaron el control de la parte occidental de Edo, los miembros del Shōgitai se ocultaron y Rinnōji no Miya huyó, embarcó en la bahía de Hirakata (la actual Kitaibaraki) en el Chogei-maru y desembarcó al norte, en la costa del Pacífico. Kasuga Saemon huyó con parte del ejército a Iwaki, mientras que otra parte escapó a Aizu. El frente se desplazó de Kantō al norte: al castillo de Utsunomiya, a Hokuriku y a Tōhoku, donde el shogunato todavía tenía partidarios. Aproximadamente 300 miembros del Shōgitai murieron en esta batalla y el fuego provocado durante la lucha hizo que más de mil casas ardieran, junto con el Kan'ei-ji y gran parte de sus edificios anejos.

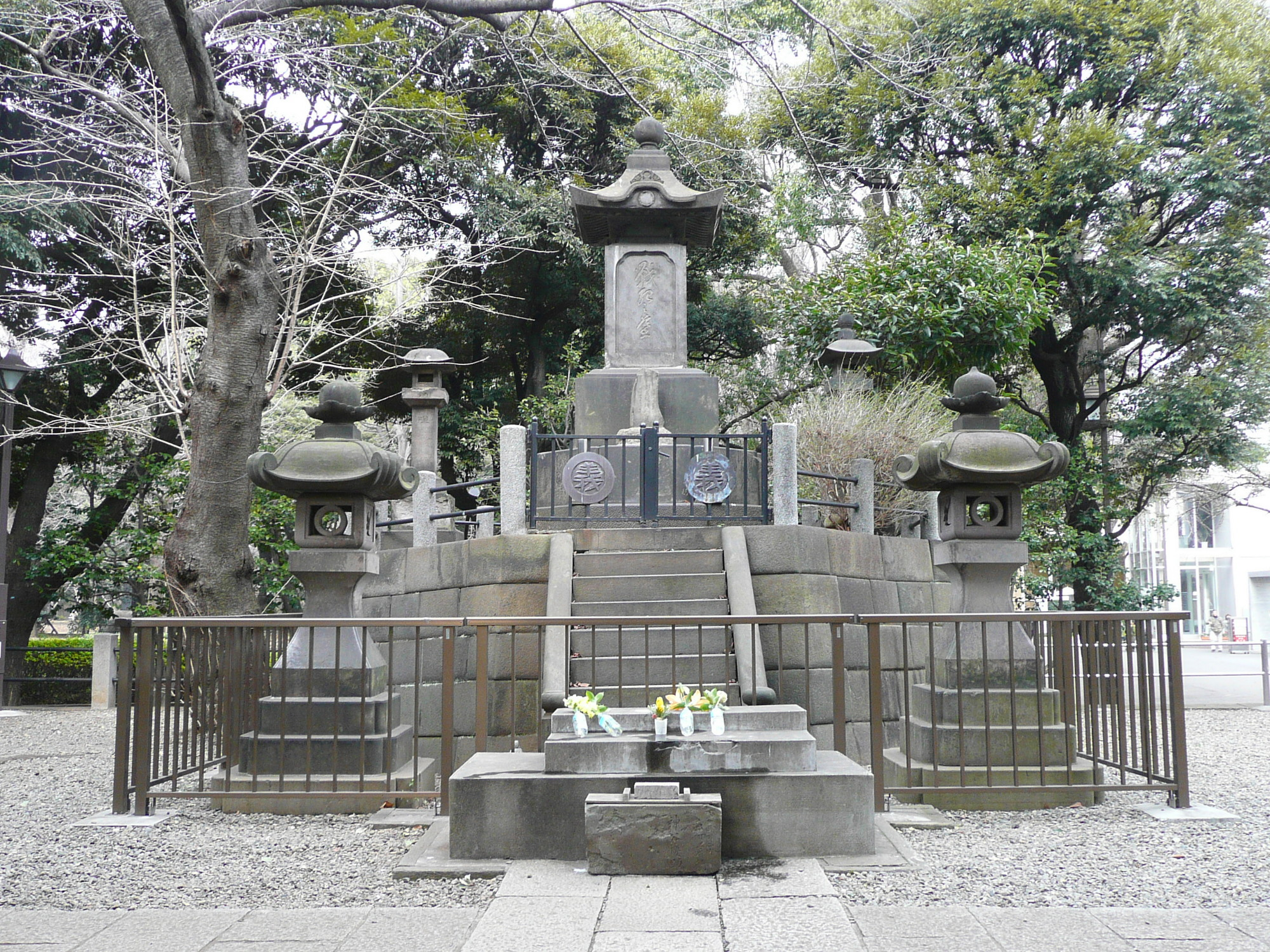
Monumento funerario al Shōgitai en el parque de Ueno.